# Harry Potter (seriál)
Harry Potter je připravovaný televizní seriál podle knižní série od Joanne Rowlingové. Seriál produkuje americká televizní společnost HBO, kterou vlastní Warner Bros. Discovery. Natáčení bylo zahájeno v červenci 2025, premiéru má mít seriál na HBO na začátku roku 2027.

## Produkce

### Pozadí
Harry Potter je série sedmi románů, kterou napsala Joanne Rowlingové v letech 1997–2007. Podle těchto knih bylo mezi lety 2001–2011 zpracováno osm filmů. Knihy i filmy patří mezi populární díla, romány byly přeloženy do více než 80 jazyků a filmová série je čtvrtou nejvýnosnější franšízou v historii – filmy celosvětově vydělaly přes 7,7 miliardy dolarů.

### Výroba
V lednu 2021 bylo zveřejněno, že společnost Warner Bros. zkoumá možnosti natočení seriálu odehrávajícího se ve světě Harryho Pottera. V květnu 2022 kolovaly informace o setkání ředitele Warner Bros. Discovery Davida Zaslava a Joanne Rowlingové, kde měli o budoucích společných projektech diskutovat.
12. dubna 2023 společnost na tiskové konferenci oznámila, že seriál Harry Potter natočí. Bude se jednat o reboot původní filmové série, každé knize bude věnována jedna řada a seriál vznikne v průběhu deseti let. Joanne Rowlingová bude součástí produkce jako výkonná producentka. 25. června 2024 bylo oznámeno, že se příprava seriálu přesouvá z Max na HBO. 26. června 2024 byli představeni první klíčoví členové štábu – Francesca Gardinerová získala pozici showrunnera, Mark Mylod bude režisérem a výkonným producentem, a David Heyman bude dalším výkonným producentem.

### Casting
V září 2024 byl spuštěn casting na ústřední filmovou trojici, hlásit se mohly děti ve věku od 9 do 11 let žijící ve Spojeném království nebo v Irsku. O role mělo zájem více než 32 000 dětí. Představitelé těchto postav byli představeni 27. května 2025. Roli Harryho Pottera získal Dominic McLaughlin, Hermionu Grangerovou bude hrát Arabella Stantonová a Alastair Stout se představí jako Ron Weasley.
První herci byli oficiálně potvrzeni 14. dubna 2025.

### Natáčení
Hlavní natáčení bylo zahájeno 14. července 2025 v ateliérech Leavesden ve Watfordu, kde se natáčela také původní filmová série. Ve stejný den byla zveřejněna první fotografie ze seriálu, na které je McLaughlin v tradičním nebelvírském hábitu. Už v květnu 2025 byla zahájena stavba kulis. V květnu také filmaři strávili přes týden na ostrově Île de Sein natáčením u majáku Tévennec.

## Obsazení

### Hlavní postavy
| Dominic McLaughlin | Harry Potter          |
| Alastair Stout     | Ron Weasley           |
| Arabella Stanton   | Hermiona Grangerová   |
| John Lithgow       | Albus Brumbál         |
| Janet McTeer       | Minerva McGonagallová |
| Paapa Essiedu      | Severus Snape         |
| Nick Frost         | Rubeus Hagrid         |

### Vedlejší postavy
| Paul Whitehouse     | Argus Filch        |
| Luke Thallon        | Quirinus Quirrell  |
| Louise Brealey      | Madam Hoochová     |
| Bertie Carvel       | Kornelius Popletal |
| Bel Powley          | Petunie Dursleyová |
| Daniel Rigby        | Vernon Dursley     |
| Amos Kitson         | Dudley Dursley     |
| Katherine Parkinson | Molly Weasleyová   |
| Lox Pratt           | Draco Malfoy       |
| Johnny Flynn        | Lucius Malfoy      |
| Leo Earley          | Seamus Finnigan    |
| Alessia Leoni       | Parvati Patilová   |
| Sienna Moosah       | Levandule Brownová |
| Rory Wilmot         | Neville Longbottom |
| Anton Lesser        | Garrick Ollivander |